# Элпития
Элпития (синг. ඇල්පිටිය) — город в округе Галле, Южная провинция Шри-Ланки.
До Элпитии легко добраться от Южной скоростной автомагистрали (англ.). Город расположен в 3,8 км от развязки Курудугахахетекма. Также можно добраться по главной дороге Коломбо — Галле, 16 км из Амбалангоды (англ.). Также есть 3 других съезда с дороги Коломбо — Галле в Бентоте (англ.), Косгоде (англ.) или Ахунгалле (англ.).
Элпития известна производством корицы и низинного чая. Чай, каучук, корица и рис — основные продукты в этом районе. В этом районе более десятка чайных фабрик и одна фабрика по переработке каучука.
Считается, что город возник как плантация и с тех пор постепенно расширился до нынешнего состояния. Сейчас это один из крупнейших городов округа, который по-прежнему быстро расширяется, в основном за счет нового Южного шоссе. Элпития является одним из более крупных избирательных округов в округе Галле. Также недавно в Элпитии сформировано полицейское отделение в дополнение к отделению полиции в Галле.

## Образование
Образовательные учреждения в Элпитии:
- Центральный колледж Ананды (англ.)
- Начальный колледж Ананды
- Филиал колледжа Наланда Маха Видьялая (англ.)
- Младшая школа Наланда
- Женский колледж Святой Терезы
- Колледж Святой Марии
- Королевский колледж Ратанасири
- Центральный колледж Тхундува
- Полицейский колледж
- Институт профессионального обучения

## Государственные учреждения
- Отделение Секретариата
- Офисы Grama Niladhari
- Полицейский участок
- Больница
- Окружной суд, мировой суд
- Государственная плантационная корпорация
- Почтовое отделение (почтовый индекс: 80400)
- Автовокзал и автобусная остановка
- Шри-Ланка Телеком
- Офис Энергокомпании Цейлона (англ.)
- Офис Национального совета по водоснабжению и канализации
- Управление дорожного строительства (англ.)
- Управление лесного регулирования

## Отделения банков
- Банк Цейлона (англ.)
- Народный банк (англ.)
- Национальный сберегательный банк (англ.)
- Hatton National Bank
- Банк развития Рухуна
- Банк DFCC

## Прочие организации
- Страховая корпорация Шри-Ланки
- Страховой институт Джанашакти
- Страховая компания Ceylinco
- Зингер Институт
- Институт Абанса
- Публичная библиотека

## Религия
- Ганегода Раджа Маха Вихарая
- Пещерный храм Рахула
- Храм Шри Виджаярамы
- Вихарамаха Деви Пиривена
- Пахала Оманта Шри Сударшанарама Пурана Вихарая
- Церковь Святой Марии
- Церковь Святой Терезы
- Амугода Джаясуманарамая